# Письмо товарищу Сталину (Прилепин)
«Письмо́ това́рищу Ста́лину» — статья Захара Прилепина. Опубликована в авторской редакции 30 июля 2012 года на сайте «Свободная пресса», где Прилепин на тот момент был шеф-редактором.
Статья вызвала острый резонанс в российской интеллектуальной среде, расколов её на два лагеря. В адрес автора прозвучали обвинения в (нео)сталинизме, ксенофобии и антисемитизме. Попытки объясниться Прилепин предпринял в статье «Стесняться своих отцов», опубликованной спустя 10 дней после выхода «Письма…».
Иван Греков из газеты «Труд» полагает, что в статьях Прилепина «Письмо товарищу Сталину» и «Стесняться своих отцов» «в острой форме поставлены важнейшие вопросы национального бытия».
Текст статьи вызвал оживлённую реакцию в кругу интеллектуалов, особенно в писательской среде. По оценке Немецкой волны, "войдя с написанием антилиберального «Саньки» в литературный истеблишмент, Захар Прилепин недавно оглушительно порвал с ним, опубликовав скандальное «Письмо товарищу Сталину».

## Литературная форма «Письма…»
Письмо написано от лица либеральной интеллигенции, скрытого под безличным местоимением «мы». Этим «мы» начинается и завершается статья: «Мы поселились в твоём социализме. 
 Мы поделили страну, созданную тобой. Мы заработали миллионы на заводах, построенных твоими рабами и твоими учёными. Мы обанкротили возведённые тобой предприятия, и увели полученные деньги за кордон, где построили себе дворцы… Мы очень стараемся и никак не сумеем растратить и пустить по ветру твоё наследство, твоё имя, заменить светлую память о твоих великих свершениях — чёрной памятью о твоих, да, реальных, и, да, чудовищных преступлениях.
Мы всем обязаны тебе. Будь ты проклят.»
Виктор Шендерович полагает, что местоимение «мы» — это эвфемизм, заменяющий не «российская либеральная общественность», а слово «евреи», и, поскольку статья против «мы», то она антисемитская.
Местоимение «мы» в тексте находится рядом с «ты» — так обозначается Сталин:
Мы не желаем быть благодарными тебе за свою жизнь и жизнь своего рода, усатая сука.

Но втайне мы знаем: если б не было тебя — не было бы нас.
Марк Липовецкий (профессор университета Колорадо (Болдер, США), доктор филологических наук) в примечаниях к статье «Политическая моторика Захара Прилепина» (ж. Знамя, № 10, 2012), выделял общий стиль (риторику) как характерную для газеты «Завтра», считает, что «в „Письме товарищу Сталину“ нет ничего такого, о чём Прилепин не говорил бы и раньше».
Так, например, в докладе Московского бюро по правам человека «Агрессивная ксенофобия в Российской Федерации в 2012 году: формы, проявления, реакция властей»:

«…З. Прилепин опубликовал … статью „Письмо товарищу Сталину“, в котором фактически воспроизвел антисемитские обвинения — что евреи якобы больше всех выиграли от перехода к рыночной экономике. Здесь же было и обвинение в неблагодарности по отношению к Сталину, который „положил в семь слоев русских людей, чтоб спасти жизнь нашему семени“. Сами же евреи якобы „воевали только в России, с Россией, на хребте русских людей“»— 
Из статьи вырваны цитаты, завершавшие абзац с утверждением:
«Ты сохранил жизнь нашему роду. Если бы не ты, наших дедов и прадедов передушили бы в газовых камерах, аккуратно расставленных от Бреста до Владивостока, и наш вопрос был бы окончательно решён. Ты положил в семь слоёв русских людей, чтоб спасти жизнь нашему семени».

Другая цитата вырвана из абзаца, где Россия сопоставляется с другими государствами: 
«Когда мы говорим о себе, что мы тоже воевали, мы отдаём себе отчёт, что воевали мы только в России, с Россией, на хребте русских людей. Во Франции, в Польше, в Венгрии, в Чехословакии, в Румынии, и далее везде у нас воевать не получилось так хорошо, нас там собирали и жгли. Получилось только в России, где мы обрели спасение под твоим гадким крылом».

## Оценка статьи
В статье «Итоги литературного года», опубликованной в журнале «Контрабанда», Олег Комраков статью Прилепина ставит в один ряд с политическими шагами других писателей, видя в общем движение, аналогичное духу времён перестройки:

Другой важной темой года, связанной с литературой, стало участие российских писателей в политической активности: прогулка писателей по бульварам, посиделки возле памятника казахскому поэту Абаю, статьи в СМИ, постинги в блогах, проект «Гражданин поэт» обрушивает молот сатиры на пороки современного российского общества, Захар Прилепин пишет письмо товарищу Сталину …. Такое ощущение, что вернулись старые времена, на дворе снова конец 80-х и писатели снова стали «властителями дум».— 
Владимир Бондаренко в статье «Конец „Большой книги“» (10 декабря 2012, сайт «Свободная пресса»), подводя литературный итог года, выделил «Письмо товарищу Сталину»: «Вторым таким же шумным и таким же литературно значимым событием 2012 года я считаю художественное эссе-памфлет Захара Прилепина „Письмо товарищу Сталину“», далее сравнивая нападки на автора с аналогичными на Лермонтова и приходя к выводу: «Сталин здесь скорее фон и для Захара, и для его оппонентов. Спор не о нём. Захар глубоко копнул в традиционное противостояние в России народа и придворной элиты. Глубоко сидит в Захаре эта нижегородская глубинка, не выкорчевать. Но, если от этого письма всколыхнулась вся Россия, значит, весомо ещё писательское слово. Не исчезнет и русская литература.».
Такого же мнения о возрождении роли писателя как властителя дум на примере полемики со статьёй Прилепина высказал Алексей Колобродов в газете «Литературная Россия»: 

 пресловутое письмо — явление всё-таки литературной жизни (и в этом смысле, шумная полемика, а точнее, как принято сейчас выражаться, «бурливое кипенье говн») — как ни парадоксально, знак обнадёживающий — литература и литераторы вновь определяют состояние умов. Здесь Прилепин с его крепкими мышцами — фигура важная, но не единственная (проповеди Лимонова, публицистика Садулаева, Ольшанского, Виктора Топорова etc).— 
«Аргументы и факты» в интервью с Эдвардом Радзинском задали вопрос «Захар Прилепин опубликовал „Письмо товарищу Сталину“. Письмо верно отражает нашу дилемму: мы никак не можем понять, благодарить Сталина или проклинать. Захар заканчивает письмо так: „Мы всем обязаны тебе. Будь ты проклят“. Так кто кому должен, мы ему или он нам?».

## Обвинения в антисемитизме
Со стороны либеральной общественности общим ответом на статью стали обвинения в антисемитизме (фашизме и пр.) автора. Это вызвало ответную реакцию людей, в том числе тех, кто не поддерживал Прилепина.
Одним из первых (6 авг. 2012, Ежедневный журнал) отозвался Виктор Шендерович: «И с печалью констатирую: Захар стал антисемитом, о чём, собственно, и уведомил общественность публикацией этого текста».
Михаил Швыдкой, 13 августа 2012, блог на сайте «Эхо Москвы»: «Прочёл „Письмо товарищу Сталину“ Прилепина. Огорчился невежеству и подлости, невозможных у русского писателя. 
Значит, не русский писатель».

## Прилепин о «Письме…»
В своей статье «Стесняться своих отцов» от 9 августа Прилепин говорил о причинах написания «Письма…»:

"Само моё письмо было задумано после очередной скотской вакханалии в прессе, случившейся в последнее 9 мая, и ещё раз повторенной вакханалии 22 июня сего года. К этим вакханалиям многие привыкли, и многие с ними смирились.
Кроме, собственно, миллионов людей, проживающих в России.

Чтобы хоть как-то объяснить колоссальное чувство почтения к Сталину в народной среде, моими оппонентами приводится довод о том, что все сидевшие в лагерях — погибли, и теперь по Сталину скучают дети палачей и стукачей.
В интервью газ. Московский комсомолец Прилепин сказал о своём выборе как писателя и гражданина:

«До этого письма Сталину всё в моей жизни было удачно, я счастливый человек, у меня всё получалось. И вот я решил усложнить себе жизнь и таким образом взбодриться. К слову, это письмо адресовано, в том числе, и Владимиру Путину»— 
.
Антипутинский (а не антисемитский) посыл статьи подчёркивается автором в интервью АПН («Агентство Политических Новостей») (2012-08-27):

«письмо было одновременно адресовано и Путину, и его всевозможным тимченкам, и ельцинским квазиэлитам, и коммунистическим вырожденцам, и героям „перестройки“, и нынешним адвокатам либерализма, и тем, кто приватизировал народный протест на Болотной и Сахарова. И, да, в числе прочего в письме есть полтора абзаца, где имеет место прямой ответ некоторым наиболее активным историкам и публицистам, профессиональным и многолетним разоблачителям Сталина, которые, видит Бог, и не родились бы на свет, когда б не этот усатый монстр со своими заградотрядами и своими маршалами.

Однако, всем нормальным людям сразу было очевидно, что об этих разоблачителях речь шла в числе всех других адресатов — в первую очередь русских, а потом каких угодно, — среди которых, кстати, и украинские „историки“ тоже, они не меньше возбудились, просто их слышно у нас похуже. Российский общественный деятель немецкого происхождения Альфред Кох, бывший министр правительства Ельцина в письме тоже себя отчётливо узнал. И не он один, конечно.»— 
Одним из векторов, по признанию Прилепина, стал его возраст — 37 лет, роковой для русских писателей. Возраст духовного перелома:
Интервью МК: «Этим летом мне исполнилось 37 лет. Это знаковый возраст для русского литератора. В это время либо стреляются с Дантесом, либо пускают пулю себе в лоб».
Интервью «Труду»: «Мне 37 лет, и находиться в розовом заблуждении относительно части российской интеллигенции было бы нелепо. Я искренне, добросовестно пытался найти общий язык со многими и многими людьми, но убедился, что многим из тех, кто числит себя либералами, надо бы работать в министерстве тотальной нравственности».